# Малатеста, Роберто
Роберто Малатеста (итал. Roberto Malatesta; 1440, Рим, или 1441/42, Фано — 10 сентября 1482, Рим) — итальянский кондотьер, сеньор Римини.

## Биография
Внебрачный сын Сиджисмондо Малатеста и его любовницы Ванетты деи Тоски.
Впервые попробовал себя в роли папского дипломата в 1457 году в южной Италии, чтобы подписать мирный договор с Альфонсо V Великодушным.
С 1460 года вместе с отцом участвовал в войнах.
В 1465 году после смерти дяди, Малатеста Новелло, захватил Чезену. Был осаждён войсками герцога Урбино Федериго III да Монтефельтро и уступил город римскому папе в обмен на небольшую сеньорию.
В 1468 году после смерти Сиджисмондо Малатеста папа Павел II предложил Роберто отказаться от прав на Римини в обмен на денежную компенсацию. Тот деньги взял и от папского имени занял Римини, изгнав из него мачеху — Изотту дельи Атти, управлявшую городом как опекунша сына — Саллюстио, которого отец назначил своим наследником. После этого Роберто объявил себя законным правителем. Папа послал против него войска под командованием Наполеона Орсини, но они были разбиты.
В 1475 году (24 июня) Роберто женился на 13-летней Елизавете Монтефельтро, дочери Федериго да Монтефельтро.
Когда Павел II умер, Роберто воспользовался его смертью, чтобы захватить несколько замков. Новый папа Сикст IV снял с Римини интердикт.
В 1480 году назначен генералом Республики Венеция. В 1482 году Венеция и папа создают лигу для борьбы с Неаполем, Флоренцией, Миланом и Феррарой. Роберто командовал освобождением Рима от папских противников, разгромив армию герцога Альфонса Калабрийского в битве при Кампо Морто 21 августа 1482 года. Вскоре после этого умер в Риме. Похоронен в базилике Святого Петра.